# Claus Jürgen Hutterer
Claus Jürgen Hutterer (* 2. November 1930 in Budapest, Königreich Ungarn; † 17. Dezember 1997 in Graz, Österreich) war ein ungarischer germanistischer Linguist. 
Hutterer entstammte einer ungarndeutschen Familie. Er studierte von 1949 bis 1953 an der Eötvös-Loránd-Universität und anschließend bis 1957 in Moskau u. a. bei Viktor Schirmunski. 1958 wurde er in Budapest promoviert und Oberassistent an der Universität, wo er sich 1968 habilitierte. 1970 wurde er ordentlicher Professor für Germanistik an der Universität Budapest (bis 1985) und 1975 an der Universität Graz.
Sein Arbeitsschwerpunkt war die Dialektologie der germanischen Sprachen, insbesondere die der deutschen Sprache sowie der ungarndeutschen Dialekte und der Sprachinselforschung.
Neben seinen zahlreichen Publikationen zur Dialektologie ist besonders sein in mehreren aktualisierten Auflagen publizierter Grundriss der Germanischen Sprachen und Kulturen bekannt.